# تکوت
تکوت (به عربی: تکوت) یک شهرداری در الجزایر است که در استان باتنه واقع شده‌است.